# 雷の大般若
雷の大般若（いかずちのだいはんにゃ）は、東京都江戸川区で開催される祭りである。
化粧や長襦袢などで華やかに女装した青年らが町内を駆け巡り、無病息災を祈願する。主催は、雷友会、雷の大般若保存会及び雷町会。

## 歴史
コレラが蔓延した江戸時代末期に、大般若経を背負った和尚が家々を回ったところ、被害がなくなったことに由来するもの。
その後、結核にかかった妹のために兄が妹の長襦袢を着て厄払いをしたことがきっかけとなり、女装した青年らが住民の無病息災を願って町を駆け巡るようになった。
祭りは一度途絶えたものの、地元有志が「雷友会」を結成し、1975年（昭和50年）に復活。1982年（昭和57年）には区指定無形民俗文化財に指定され、毎年2月の最終日曜日に開催されている。

## 内容
午前8時50分、出立式が行われる真蔵院に、太鼓の合図とともに、豆絞りの鉢巻に御札を挿し、顔には白粉や頬紅、口紅を塗った男性約50名が参集する。お祓いを済ませた黄色の布地を手首に巻き、色鮮やかな長襦袢を着用している。
続いて、御霊を宿した「おひようご箱」などが住職から手渡され、奉納された酒樽で酒を酌み交わし出発する。大般若の行列は、「おひようご箱」、「祈祷札」、「御祝儀箱」を持った黒い羽織姿の三役を先頭に、手桶に入った塩を笹の葉で撒く「清め役」、長さ七尺余りの大宝剣2本、6つの経箱と続く。経箱には大般若経が100巻ずつ納められ、重さは1箱あたり約50kg。箱の側面を竹の棒で叩きながら、かけ声とともに町内の家々を巡る。
家主には、三役から御札や紅白餅などのお供え物、厄除けとしてお祓いを受けた黄色の布が手渡される。受け取った家人は布施を手渡す。一行は、一家の無病息災を祈り（災厄がかからないことに対して）「おめでとうございます」のかけ声とともに三本締めをして祈願する。この祭りでは、雷町会内の氏子宅約500軒を夕方までかけて回る。